# Fixhult
Fixhult är en bebyggelse öster om Fixsjön i Kungsbacka kommun, Hallands län. SCB klassar bebyggelsen från avgränsningen 2020 som en småort.